# Świat Apu
Świat Apu (bengalski অপুর সংসার / Apur Sansar, ang. The World of Apu) – indyjski dramat filmowy z 1959 roku w reżyserii Satyajita Raya. Trzecia i ostatnia część tzw. trylogii Apu o losach tytułowego chłopca na początku XX wieku w Bengalu. Kontynuacja filmów Droga do miasta (1955) i Nieugięty (1956). Scenariusz oparto na prozie Bibhutibhushan Bandopadhyaya. W rolach głównych wystąpili Soumitra Chatterjee i Sharmila Tagore.
W 1959 film stał się oficjalnym indyjskim kandydatem do rywalizacji o 32. rozdanie Oscara w kategorii filmu nieanglojęzycznego.

## Obsada
- Soumitra Chatterjee – Apurba Roy
- Sharmila Tagore – Aparna
- Alok Chakravarty – Kajal
- Swapan Mukherjee – Pulu
- Dhiresh Majumdar – Shashinarayan
- Sefalika Devi – żona Shashinarayana
- Dhiren Ghosh – właściciel domu